# Буряков, Владимир Леонидович
Владимир Леонидович Буряков (22.01.1944, Москва — 23.01.2007, там же) — инженер и учёный, специалист в области разработки методик и приборов для физических измерений.

## Биография
Окончил в 1969 году Московский инженерно-физический институт (с 2009 года — Национальный исследовательский ядерный университет «МИФИ»).
В 1969—1972 гг. инженер Всесоюзного НИИ радиационной техники.
В 1972—2007 гг. работал в НИИИТ (ВНИИА) в должностях от инженера до начальника научно-исследовательского испытательского отдела.
Кандидат технических наук.
Лауреат премии Правительства РФ 2004 года — за разработку аппаратуры для неядерных физических экспериментов.
Награждён медалью ордена «За заслуги перед Отечеством» 2 степени и медалью «В память 850-летия Москвы».